# De Daltons breken uit
De Daltons breken uit (L' Évasion des Dalton) is het vijftiende album uit de stripreeks Lucky Luke. Het verhaal werd geschreven door René Goscinny en getekend door Morris. Het album werd in 1960 uitgegeven door Dupuis. 

## Inhoud
De vier Daltons, Joe, Jack, William en Averell, zitten een straf uit nadat ze een professionele misdaadcarrière zijn begonnen om hun neven (zie: de Daltons) te wreken. Ze weten echter uit te breken, en Lucky Luke krijgt de taak ze weer achter de tralies te krijgen. Joe Dalton, het brein van de bende, bedenkt echter een plan om Lucky Luke zwart te maken. Overal worden opsporingsbiljetten geplakt, waarop een beloning wordt uitgeloofd voor het vangen van "Lucky Luke, dief, moordenaar, vervalser, brandstichter en kannibaal". De lichtgelovige bevolking gelooft dit en Lucky Luke komt nu geheel alleen te staan, waardoor de Daltons hem gevangen kunnen nemen. Ze doden hem echter niet, maar gebruiken hem als huisslaaf. Bij het beroven van een postkoets ontsnapt Lucky Luke echter en de inzittende, generaal Custard, belooft hem te helpen. Met behulp van de cavalerie worden de Daltons in het nauw gedreven in Bashful City, en weer gevangengenomen.